# (5643) Roques
(5643) Roques est un astéroïde de la ceinture principale.

## Description
(5643) Roques est un astéroïde de la ceinture principale. Il fut découvert le 22 août 1990 à l'observatoire Palomar par Henry E. Holt.  Une observation de 1977 est considérée comme une des prédécouvertes par le JPL.
Il présente une orbite caractérisée par un demi-grand axe de 2,19 UA, une excentricité de 0,17 et une inclinaison de 5,0° par rapport à l'écliptique.

## Compléments